# Italienische Basketballnationalmannschaft der Damen
Die italienische Basketballnationalmannschaft der Damen ist die offizielle Damennationalmannschaft der Federazione Italiana Pallacanestro (FIP).
Sie gewann bisher einmal die Europameisterschaft. Insgesamt nahm sie an 35 Europameisterschaften, fünf Weltmeisterschaften und drei Olympischen Spielen teil.

## Abschneiden bei internationalen Wettbewerben

### Olympische Spiele
- 1980 – 6. Platz
- 1992 – 8. Platz
- 1996 – 8. Platz

### Weltmeisterschaften
- 1964 –  9. Platz
- 1975 –  4. Platz
- 1979 –  5. Platz
- 1990 – 13. Platz
- 1994 – 11. Platz

### Europameisterschaften
| - 1938 – . Platz - 1950 – 5. Platz - 1952 – 6. Platz - 1954 – 7. Platz - 1956 – 6. Platz - 1960 – 7. Platz - 1962 – 9. Platz - 1964 – 9. Platz - 1966 – 10. Platz - 1968 – 6. Platz | - 1970 – 9. Platz - 1972 – 10. Platz - 1974 – . Platz - 1976 – 7. Platz - 1978 – 9. Platz - 1980 – 9. Platz - 1981 – 7. Platz - 1983 – 5. Platz - 1985 – 7. Platz - 1987 – 5. Platz | - 1989 – 5. Platz - 1991 – 7. Platz - 1993 – 4. Platz - 1995 – . Platz - 1997 – 11. Platz - 1999 – 11. Platz - 2007 – 9. Platz - 2009 – 6. Platz - 2013 – 8. Platz - 2015 – 14. Platz | - 2017 – 7. Platz - 2019 – 9. Platz - 2021 – 9. Platz - 2023 – 9. Platz - 2025 – . Platz |

## Kader
Eine Übersicht des aktuellen Kaders – der Basketball-Europameisterschaft der Damen 2025 – findet sich beispielsweise auf der englischsprachigen Fassung dieses Artikels.

### Bekannte Spielerinnen
- Bianca Rossi
- Catarina Pollini
- Mara Fullin
- Liliana Ronchetti
- Susanna Bonfiglio